# キャラもん
キャラもんは、2011年4月5日から同年12月27日まで、読売テレビで毎週火曜深夜24:59 - 25:29（水曜午前0:59 - 1:29、JST）に放送されていたバラエティ番組である。
アメーバブログの1社提供。

## 内容
- よしもとの芸人が、様々なオリジナルキャラクターに変身して、ユニークな企画に挑戦する、“珍キャラ発掘”バラエティ。

## 出演

### 司会
- 品川庄司（品川祐、庄司智春）

## スタッフ
- ディレクター：増田健介、鷲見演博
- 構成：たちばなひとなり、武輪真人、友光哲也
- SW：林謙一郎
- カメラ：川崎圭一郎
- 音声：上野太
- VE：大森智章
- 照明：花岡志郎
- 編集：赤羽直樹、森美鈴
- 音効：松井久美子
- MA：山本晋
- 美術：野沢桃子（ytv）
- メイク：MORE
- 広報：折原加奈（ytv）
- 協力：ヨシモト∞ホール、トラッシュ、Ytv Nextry、アーチェリー、マウス、つむら工芸、大槻衣裳、すくらんぶる、SixinchJAPAN.co.jp
- FD：平野孝雄、尾島正基、東上床直樹、赤池直樹
- Web：藤井琢倫、谷口達彦、永井ちえみ、梅宮光司（サイバーエージェント）、芦川智一（よしもとクリエイティブ・エージェンシー）
- AP：藤林千絵（ワイズビジョン）
- 制作協力：ワイズビジョン、吉本興業
- プロデューサー：中村元信（ytv）、植田隆志（よしもとクリエイティブ・エージェンシー）、木村友厚（ワイズビジョン）、磯塚晋治（ワイズビジョン）
- チーフプロデューサー：山口剛正（ytv）、武野一起（ytv／ワイズビジョン）
- 制作著作：ytv

### 過去のスタッフ
- メイク：AIC
- ロケD：服部孝司
- プロデューサー：川村好弘（ytv）、中澤晋弥（よしもとクリエイティブ・エージェンシー）、磯塚晋治（ワイズビジョン）
- チーフプロデューサー：田中壽一（ytv）